# Jeanne Cooper
Jeanne Cooper, właśc. Wilma Jeanne Cooper (ur. 25 października 1928 w Taft, zm. 8 maja 2013 w Los Angeles) – amerykańska aktorka filmowa i telewizyjna.

## Filmografia
seriale
- 1951: The Adventures of Kit Carson jako Joyce Hadley
- 1959: Bonanza jako Abigail Hinton
- 1961: Ben Casey jako Linda Miller
- 1973: Żar młodości jako Katherine Chancellor
- 1987: Moda na sukces jako Katherine Chancellor

film
- 1953: Rudzielec z Wyoming jako Myra
- 1962: Ulica Zachodnia 13 jako Pani Quinn
- 1968: Dusiciel z Bostonu jako Cloe
- 2003: Czarne złoto jako Rowland
- 2009: Donna on Demand jako Virginia Hart

## Nagrody i nominacje
Za rolę Lindy Miller w serialu Ben Casey została nominowana do nagrody Emmy.